# Petko Staynov
Petko Staynov (en bulgare : Петко Стайнов ; Kazanlak, 1er décembre 1896 – Sofia, 25 juin 1977) est un pianiste et compositeur bulgare. 
Il participe à l'enrichissement et contribue au développement de la culture musicale bulgare. Staynov est un compositeur possédant un sens pour les idées musicales modernes. Il consacre toute sa vie à la musique bulgare et à la culture musicale, ainsi qu'à l'Académie bulgare des sciences, où il est élu dès 1941.

## Biographie
Staynov naît dans une famille de commerçants. À six ans, il se blesse à l'œil. En raison d'une infection, son autre œil est également infecté. À onze ans, il perd complètement la vue. Il est diplômé de l'Institut pour les aveugles de Sofia (1915) où son talent pour la musique se révèle pour la première fois. Plus tard, il étudie la musique avec Andrei Stoyanov (1890–1969) et réalise ses premières tentatives de composition. En 1920, il part pour l'Allemagne pour une année d'études au lycée musical privé de Braunschweig. En 1923, il est diplômé du Conservatoire de Dresde et se spécialise dans la composition avec Alexandre Wolf et au piano avec Ernst Munch. 

### Carrière
De retour à Kazanlak en 1925, il crée sa première œuvre majeure : la suite symphonique Danses Thraces, en trois mouvements. Plus tard, il ajoute à la suite un mouvement supplémentaire, Mechkarsko (« La danse du gardien de l'ours », 1926).
En 1927, il s'installe à Sofia et commence à enseigner le piano à l'Institut pour les aveugles : il y enseigne jusqu'en 1941. 
En tant que compositeur, Petko Staynov travaille principalement dans les genres de la musique symphonique et chorale. Étant tout aussi talentueux dans les deux genres, il généralise les tendances de la créativité musicale bulgare et ouvre de nouvelles perspectives pour son développement. Il adapte la tradition européenne à la façon bulgare de penser, aux capacités des artistes et des auditeurs, au processus d'avancement de la musique nationale. De la musique européenne Staynov adopte certains dispositifs expressifs et les formes, les ressources de l'orchestre symphonique, la construction d'une ingénierie de la structure. Ce qui le caractérise comme un artiste nettement bulgare est l'introduction d'un style musical bulgare propre. Ce style est exprimé à son maximum dans les mélodies (sans citer la musique folklorique) et dans le langage harmonique de son œuvre. L'idée de ses compositions est clarifié par les paroles de ses chansons chorales et ballades et par le biais des titres de la plupart de ses œuvres symphoniques.

### Responsabilités publiques
Pendant plusieurs années Petko Staynov exerce la fonction de président de l'Union des chants Folkloriques en Bulgarie et de l'Association de musique contemporaine des compositeurs bulgares (1933-1944). Il sert comme directeur de l'Opéra national de 1941 à 1944. En 1941, il est élu à l'Académie bulgare des sciences et, en 1948, il est nommé directeur de l'Institut nouvellement fondé pour la musique et le musée (plus tard l'Institut de musicologie) à l'Académie ; poste qu'il occupe jusqu'à sa mort. Il est également membre du Présidium de l'Académie bulgare des sciences. Secrétaire-Académicien du Ministère des arts et de la culture à l'Académie bulgare des sciences est un des autres postes parmi les autres qu'il occupe. Petko Staynov a obtenu de nombreuses bourses de l'État.
Il est décédé le 25 juin 1977.

## Œuvre
L'essentiel de la production de Petko Staynov est consacré à la musique symphonique et au chant choral. Stylistiquement, il est le plus proche prédécesseur de Dobri Khristov, autant dans la forme que dans la coloration folklorique. L'ensemble de son œuvre, à la fois symphonique et du genre choral, a contribué à certaines étapes négligées dans le développement de la musique bulgare, établissant son statut de figure importante dans la culture musicale bulgare.
La part symphonique des œuvres de Staynov comprend les suites, Danses Thrace (1925, 1926) et Un conte de fée (1930), des poèmes symphoniques : Une Légende (1927) et Thrace (1937), Scherzo Symphonique (1930), des ouvertures de concert Balkans et Ouverture de la jeunesse (1936 et 1953), deux symphonies (1945 et 1949). Ces œuvres révèlent la beauté de sa terre natale, la ferveur des danses folkloriques et évoquent des images de contes de fée. Ses deux symphonies sont marqués par des généralisations philosophiques profondément ressenties. Les œuvres symphoniques de Staynov génèrent un souffle philosophique puissant, alors que certaines d'entre elles, comme par exemple les Danses Thrace et Thrace, sont devenus un symbole de la musique bulgare.
Les chants chorales de Petko Staynov, révèlent des caractéristiques du peuple bulgare. Jusqu'au début des années 1930, il suit les traditions de l'art choral fixés par les premiers compositeurs du genre, introduisant dans le même temps, des éléments de son style propre.
Avec ses ballades chorales, Staynov jette les bases d'un champ nouveau dans la musique bulgare. Par elles, il recréé principalement des événements dramatiques de l'histoire ancienne et de la nouvelle Bulgarie et réalise ainsi les sonorités de la ballade nationale. Pour ses ballades, le compositeur emploi des éléments du fonds de l'intonation national, mais la sonorité strictement folklorique aurait empêché sa ferveur créatrice d'obtenir une narration dramatique efficace. Les ballades de Staynov posent des difficultés techniques aux interprètes et restent à ce jour, une pierre de touche pour l'exécution des chœurs bulgare. Citons : Le Secret de la rivière Strymon, 1931; Urvich pour chœur mixte, sur des textes de N. Rakitin, 1933 ; Les Cavaliers, 1932 ; Cent vingt hommes pour chœur d'hommes, sur des textes de P. P. Slaveykov, 1935 ; Complainte d'une jeune fille pour chœur mixte, sur des textes de T. Kunev. 1936 ; Le Camarade Anton pour chœur mixte, sur des textes par I. Radoev, 1954 ; Parrain allemand pour chœur mixte, sur des textes de D. Panteleev, 1955.